# 普魯士的卡爾王子
卡爾王子（德語：Prinz Friedrich Carl Alexander von Preußen，1801年6月29日—1883年1月21日），普魯士王子，腓特烈·威廉三世的第三子。
卡爾的兩個哥哥是腓特烈·威廉四世以及威廉一世，姐姐是俄羅斯皇后亞歷山德拉·費奧多羅芙娜（本名夏洛特）。

## 家庭
1827年，卡爾和薩克森-魏瑪-艾森納赫大公卡爾·腓特烈的女兒瑪麗公主結婚，兩人共有1子2女：
- 腓特烈·卡爾（1828年—1885年）
- 路易絲（英语：Princess Louise of Prussia (1829–1901)）（1829年—1901年），黑森-菲利普斯塔爾-巴赫菲爾德伯爵夫人
- 安娜（1836年—1918年）